# Spaces
Spaces è un ambiente di desktop virtuali sviluppato dalla Apple e incluso in macOS a partire dalla versione Mac OS X Leopard.
Questa funzione permette all'utente di impostare dei desktop virtuali (o space) per organizzare meglio le finestre delle applicazioni, senza bisogno di creare altri account per utilizzare il Cambio utente rapido.
Per esempio, è possibile creare uno space per tutte le applicazioni web, un secondo per l'editing di testi e un altro ancora per i giochi. Spaces supporta fino a un massimo di 16 desktop virtuali.
Questa funzione fu annunciata da Steve Jobs durante il keynote di apertura alla Worldwide Developers Conference, il 7 agosto 2006.
Sebbene il concetto degli spaces sia stato descritto da Apple come whiz-bang innovation, esso è stato supportato per diverso tempo da applicazioni di terze parti, come VirtueDesktops o CodeTek VirtualDesktop, oltre ad essere un concetto già presente nei maggiori desktop environment per i sistemi Unix.